# Diego de Nicuesa
Diego de Nicuesa (Torredonjimeno, Reino de Jaén de la Corona castellana, ca. 1478 – mar Caribe de la gobernación de Veragua, Corona de Castilla, marzo de 1511) fue un explorador y conquistador español que ocupaba el cargo efectivo como primer gobernador de Veragua en Tierra Firme desde 1510 hasta 1511, y que a su vez formaría parte como una entidad autónoma dentro del Virreinato colombino.
En el extremo oriental de su territorio, Vasco Núñez de Balboa fundó ilegalmente a finales de 1510 la nueva ciudad de Santa María la Antigua del Darién, al trasladar el efímero fuerte de San Sebastián de Urabá que había sido construido el 20 de enero del mismo año y ubicado en la jurisdicción de la vecina gobernación de Nueva Andalucía, adjudicada a Alonso de Ojeda. De esta forma Balboa se proclamó de forma fáctica como alcalde mayor del Darién y reconocido por la Corona el 23 de diciembre de 1511 como primer gobernador y capitán general de la provincia del Darién que llegaba hasta el istmo, incluyendo la ciudad de Nombre de Dios.
Posteriormente el conjunto de estos territorios fueron causa de un largo pleito de la familia Colón con la Corona castellana. Finalmente en su territorio oriental se erigiría en el año 1514 la nueva gobernación de Castilla del Oro, siendo su capital Santa María la Antigua, aunque dicho pleito continuaría durante la ya conformada Corona de España.

## Biografía
Diego de Nicuesa se estima que nació hacia 1478 en la localidad de Torredonjimeno del Reino de Jaén que formaba parte de la Corona castellana. Era miembro de una familia hidalga e influyente, y tenía un hermano llamado Alonso de Nicuesa.
El 9 de junio de 1508 en la capitulación de Burgos convocada por el entonces regente Fernando el Católico, Nicuesa fue nombrado gobernador de Veragua —territorio que se extendía por el litoral caribeño de las actuales repúblicas de Nicaragua y Costa Rica y parte de la actual costa panameña— al que se atribuía gran riqueza aurífera. No consiguió las tierras situadas más hacia el este, que fueron adjudicadas a Alonso de Ojeda.
Nicuesa se endeudó fuertemente para armar las naves para la expedición, que partieron de Sanlúcar de Barrameda el 4 de septiembre de 1509. Al pasar por las islas de Santa Cruz y de Puerto Rico, Nicuesa ordenó saltearlas para resarcirse de sus deudas. Capturaron 200 indígenas que llevaron a Santo Domingo, donde los vendieron como esclavos a pesar de las protestas de los vecinos. Tiempo después, la Corona reprobó estos hechos y ordenó la devolución de los indígenas a sus islas de origen.
En Santo Domingo, el virrey Diego Colón se dedicó a sabotear la expedición, ya que la consideraba una intrusión en las tierras descubiertas por su padre. Impidió que Nicuesa y Ojeda reclutasen los hombres previstos, incitó a sus acreedores a reclamarles deudas y organizó una expedición paralela para conquistar Jamaica.Salió de La Española en noviembre de 1509 con cinco embarcaciones en una expedición superior a la de Ojeda, poniendo rumbo a Tierra Firme. Socorrió a Ojeda, que se había refugiado en la costa tras el fracaso de su expedición a Turbaco. Posteriormente, salió de Cartagena con una carabela y un bergantín capitaneado por Lope de Olano, llegando al cabo Gracias a Dios y alcanzando finalmente Veragua, tomando posesión de su gobernación en 1510. Para la expedición había empleado la información de Bartolomé Colón sobre el cuarto viaje de Colón que recorrió la zona. Se estableció con un pequeño grupo de hombres en la isla Cayo Agua, ubicada en la entrada de la entonces bahía de Zorobaró (la actual laguna de Chiriquí).Sin embargo, los intentos por asentarse en la zona fracasaron, ante la inexactitud de los datos previos sobre el territorio, la animadversión de los indígenas e intentos de traición de sus hombres. Dejó una pequeña guarnición y partió en busca de una zona más favorable, pasando por Portobelo y fundando en el mismo año la ciudad de Nombre de Dios en la costa caribeña del istmo centroamericano, que había sido identificada por Colón en su cuarto viaje.
En 1511 dirigió una embajada en calidad de gobernador de Tierra Firme con el objetivo de pedir cuentas a Vasco Núñez de Balboa, gobernador fáctico del Darién, que se había rebelado y había conseguido el poder en uno de los territorios del continente. Núñez de Balboa animó a los colonos a que desencadenaran un tumulto e impidieran al gobernador desembarcar en la ciudad. Nicuesa insistió en ser recibido aun cuando fuese en calidad de simple soldado. Sin embargo, los colonos se mantuvieron firmes en su decisión, por lo que fue obligado a embarcarse en una nave que estaba en malas condiciones físicas y con muy pocas provisiones el 1.º de marzo de 1511.
Junto al gobernador embarcaron unas 17 personas más, por lo cual estuvo obligado a retornar a Nombre de Dios en el mes de marzo del citado año, pero en el trayecto la nave fue sorprendida por una tormenta y se hundió, así que  Diego de Nicuesa se ahogó en un naufragio en el mar Caribe, sin encontrarse jamás sus restos ni los de su tripulación.
En cuanto a Vasco Núñez  de Balboa, fue reconocido por la Corona de Castilla, el 23 de diciembre del mismo año, como primer gobernador y capitán general de la Provincia del Darién.